# 靈蓮堂
馬公靈蓮堂，位於澎湖縣馬公市光榮里（火燒坪）民族路段的佛堂道場，主祀哪吒三太子、副祀濟公活佛。

## 沿革
民國76年（1987年），澎湖曾奉請台南天師府來澎湖開堂濟世，後因負責人自身債務問題離開澎湖，而堂中供奉的濟公活佛託夢予當時在澎湖監理站服務的張世棟。
張世棟於民國77年（1988年）1月7日開辦靈蓮堂，該堂供奉的濟公活佛神像原從高雄旗山的五龍山鳳山寺請來，後神像下落不明，張世棟遂另請一尊鎮堂。靈蓮堂最初開設於馬公市仁愛路的豐國飯店旁，之後遷移至紅木埕武聖廟附近的公寓大樓四樓。民國78年（1989年），張世棟遷居台灣本島，將濟公神像移奉至時任西衛里里長的高見益家中。
民國81年（1992年），張世棟返回澎湖，並向國有財產局承租馬公市光榮里（火燒坪、文光國小西側）民族路段的土地，搭建佛堂兼住家，即為現址。靈蓮堂自民國81年（1992年）遷至火燒坪後，便改以哪吒三太子（福州分身）做主神，另祀土地公、虎爺、大聖爺（孫悟空）、五府千歲、廣澤尊王等神像供奉於堂中。
民國77年至81年（1988年至1992年）之間，靈蓮堂辦理冬令救濟，發放物資救濟貧民，之後成立靈蓮堂管理委員會，經費由每個委員月費為每月繳交新台幣一千元來運作。
民國89年（2000年），靈蓮堂重新翻修，由張世棟、吳永鴻、黃啟亨主導，設有神職人員堂主、爐主、鄉老、委員、法師、小法等，人數約有三十名。

## 祭祀活動
靈蓮堂每年農曆二月初二和九月初七皆會舉辦濟公活佛、哪吒三太子的例祭，不定期會赴往高雄縣旗山鎮的五龍山鳳山寺進香。

## 圖輯

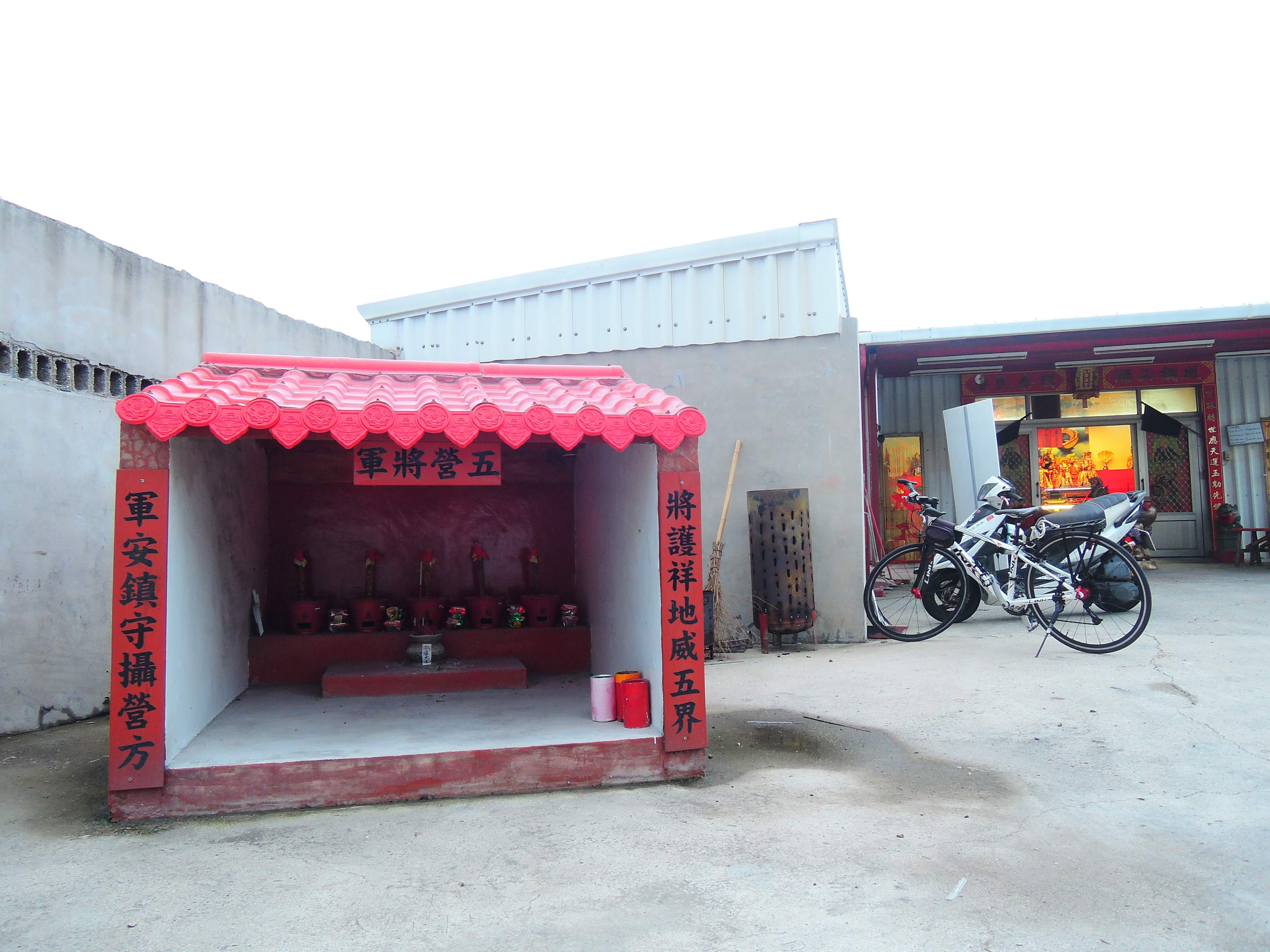
五營將軍
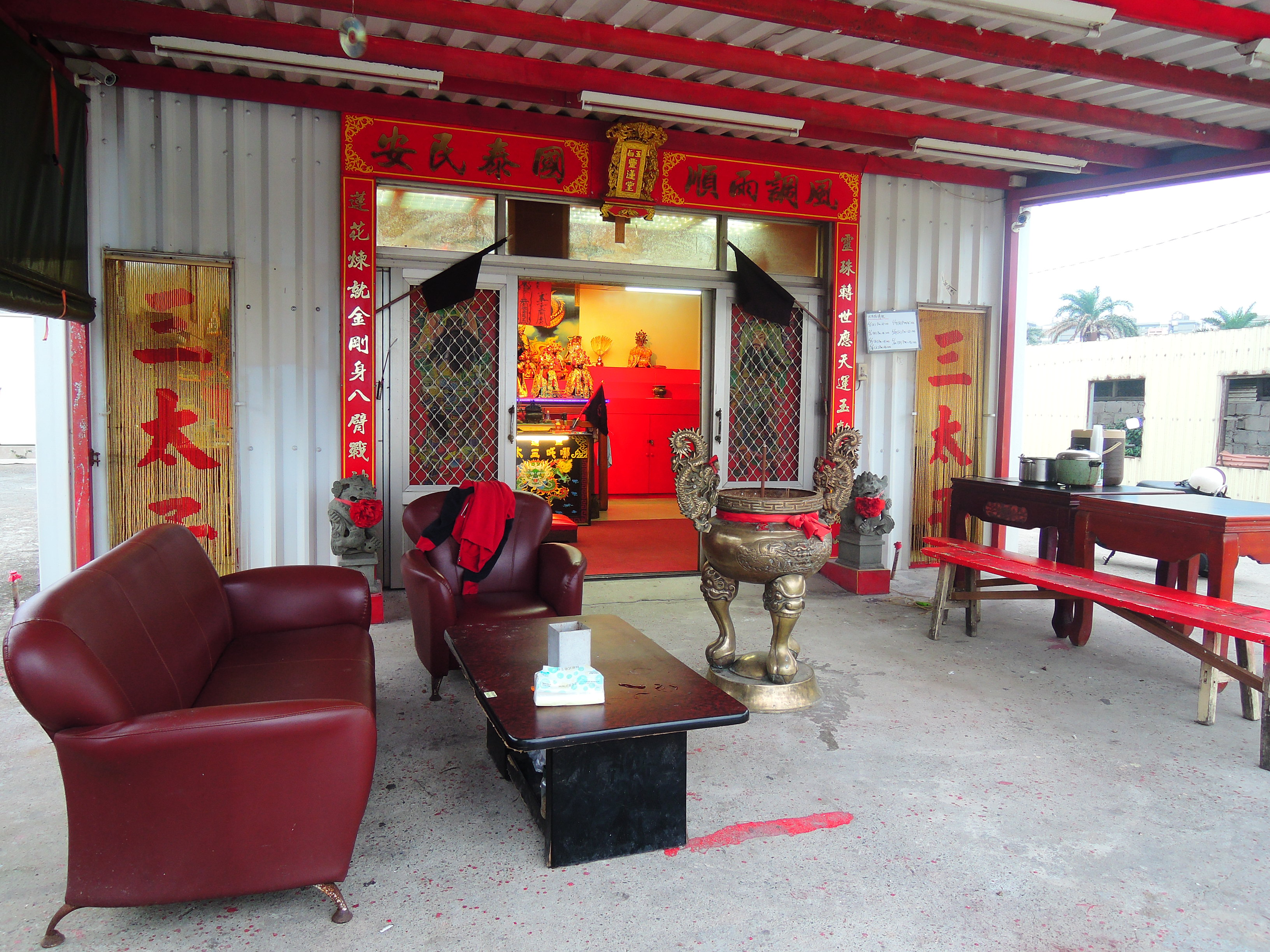
堂外入口
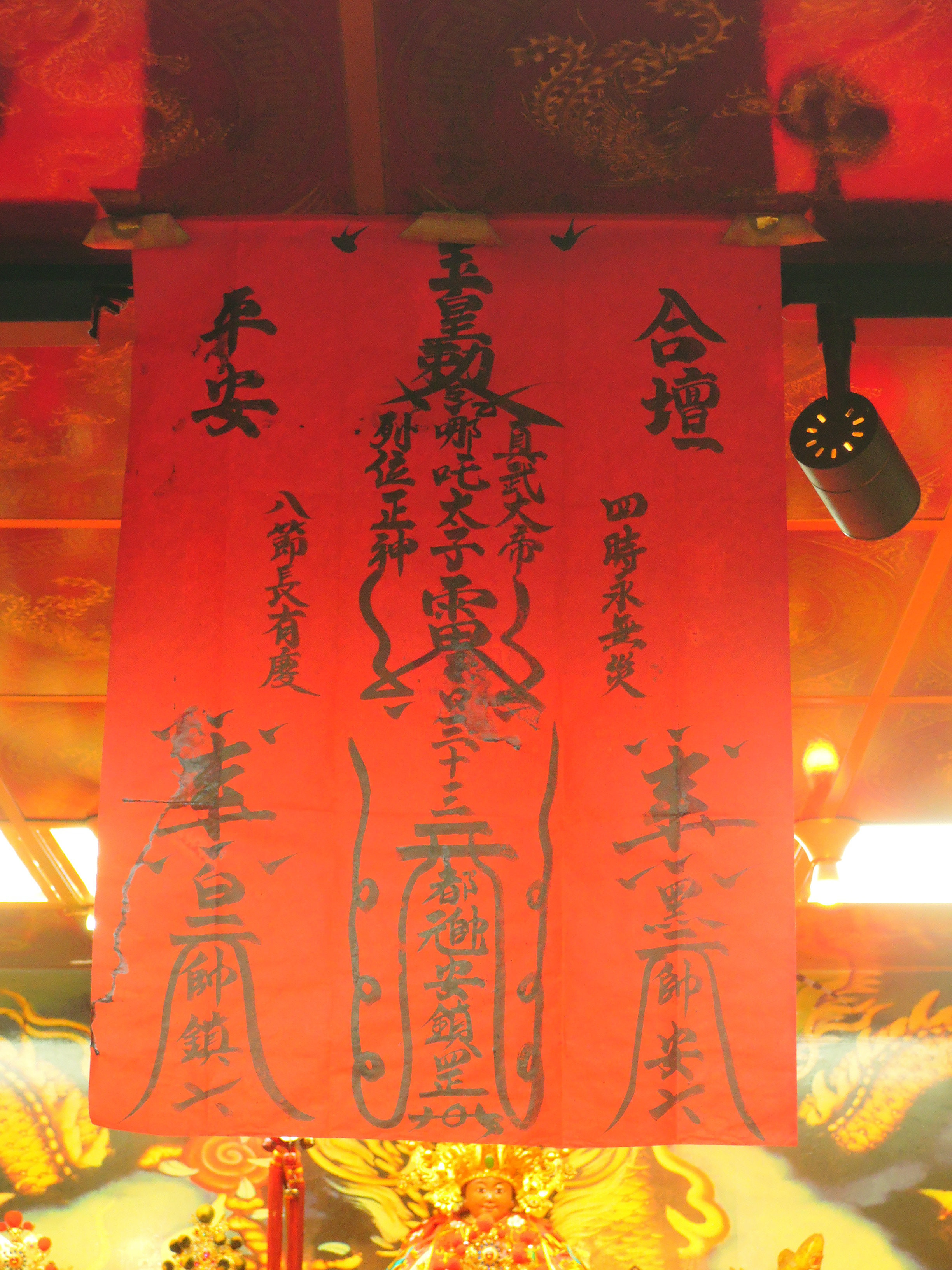
大符雷令
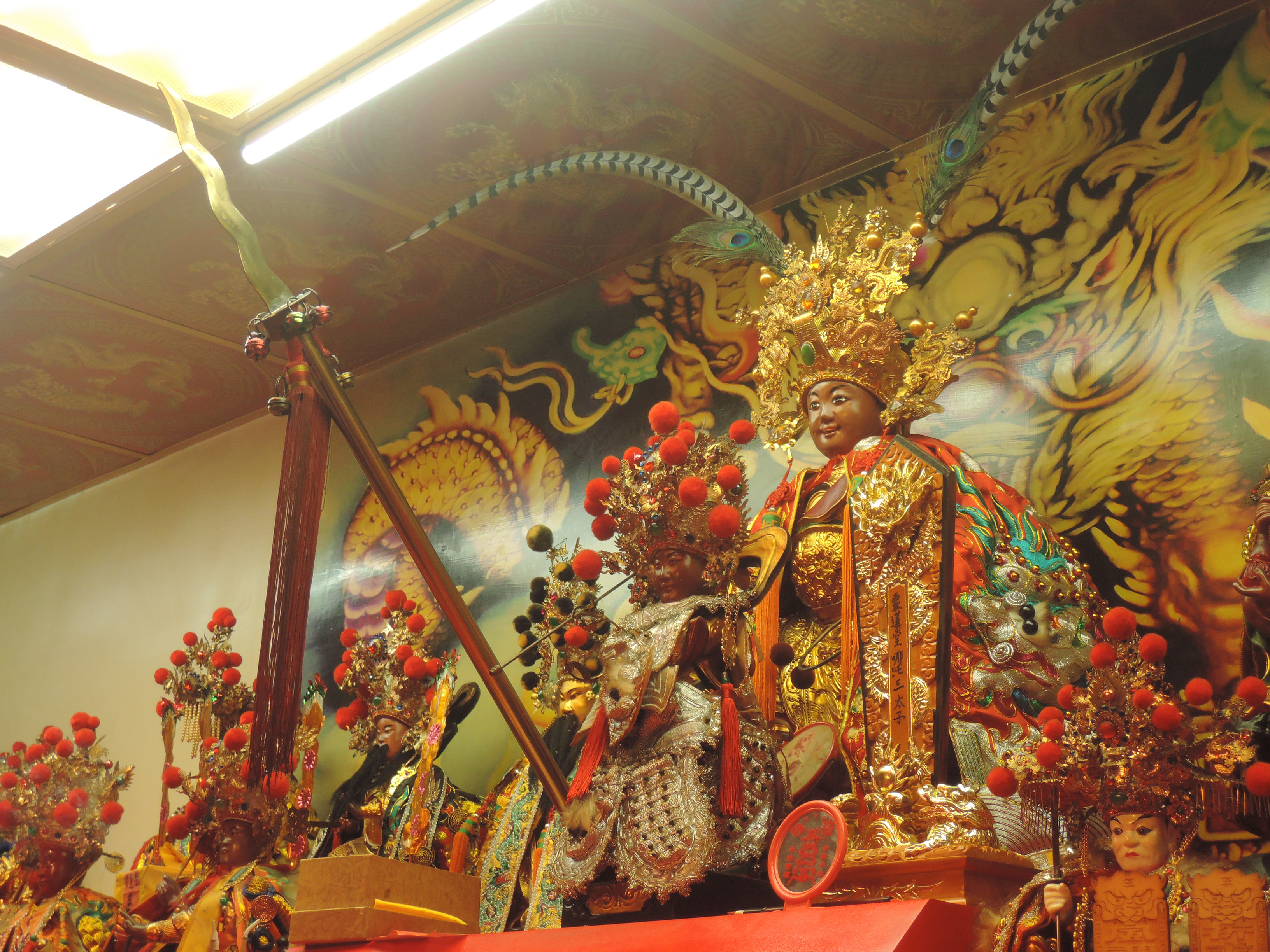
哪吒三太子像
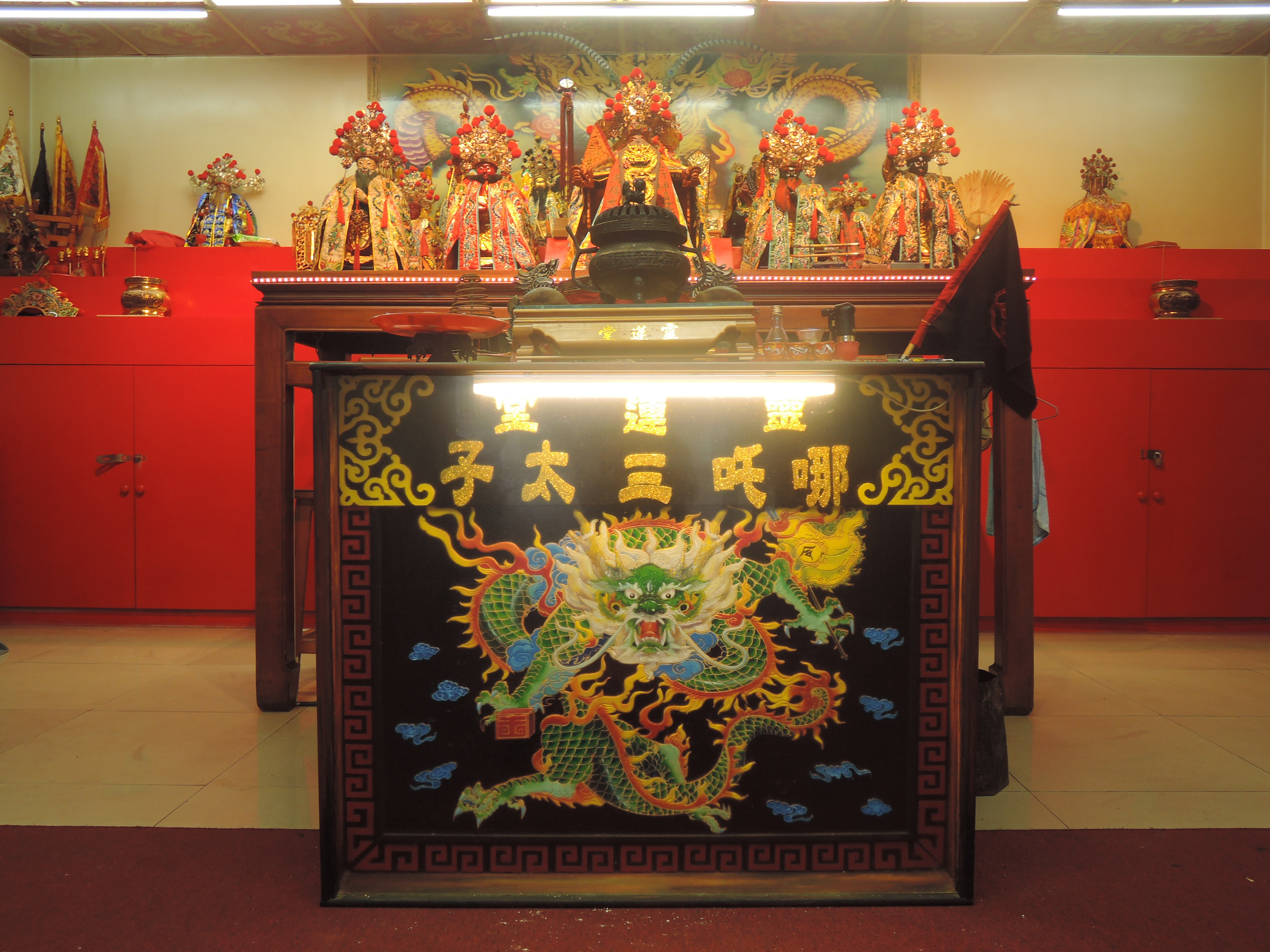
神明桌案

## 外部連結
- 馬公靈蓮堂的Facebook專頁